# Myliobatoidei
Myliobatoidei су подред реда Myliobatiformes из надреда ража који припада класи рушљориба, и сродног ајкулама. Многе врсте овог подреда су угрожене. Myliobatoidei садрже осам породица: Hexatrygonidae,  Plesiobatidae, Urolophidae, Urotrygonidae, Dasyatidae, Potamotrygonidae, Gymnuridae и Myliobatidae.
Myliobatoidei су уобичајени у приморским тропским и суптропским морским водама широм света. Неке врсте, попут Dasyatis thetidis налазе се у умерено топлим океанима, а друге као Plesiobatis daviesi настањују велике океанске дубине. Неке врсте из ове групе настањују и ограничене су на слатку воду. Већина врста из ове групе је демерзална, али неке попут Pteroplatytrygon violacea и морског голуба су пелагијске врсте.  
Постоји око 220 познатих врста које су организоване у осам породица и двадесетдевет родова. Myliobatoidei су углавном угрожене или подложне истребљењу због прекомерног и нерегулисаног риболова. Од 2013. године, 45 врста су наведене на Црвеној листи IUCN као рањиве или угрожене. Статус неких врста је слабо познат. 

## Анатомија и понашање
Уста Myliobatoidei налазе се на предњој страни, њихова вилица има велику покретљивост, а зубе редовно мењају. Зуби Myliobatoidei имају везивно ткиво и равни су, што им омогућава да лакше дробе плен. Мужјаци показују сексуални диморфизам развијањем шиљатих зуба.
Врсте из подреда Myliobatoidei припадају древној врсти рушљориба. Фосилни остаци ових врста датирају бар из времена ордовицијума. Остаци из овог подреда датирају и из периода тријаса, а постоје фосили који потичу и из доба јуре. Иако су њихови зуби у поређењу са зубима морских паса ретки на морском дну, нађени су у седиментним наслагама широм света, укључујући фосилне остатке у Мароку.
Током сезоне парења, неке врсте потпуно мењају морфологију зуба, а након парења они постају онакви какви су били пре. Myliobatoidei имају мале отворе помоћу којих дишу, а налазе се иза очију. Имају два начина за уношење кисеоника у организам. Због свог специфичног изгледа, могу се лако сакрити од предатора, на дну или око коралних гребена.
Често бораве на дну забијени у муљ или песак, да им остају видљиве само очи и реп. Хране се током плиме у коралним гребенима, а плен обично деле са морским псима.
Током сезоне парења, мужјаци различитих врста могу се ослонити на своје ампуле како би осетили одређене електричне сигнале које емитију зреле женке пре потенцијалног парења. Када се мужјак удаљи са женком, он је пажљиво прати и гризе је за тело, након чега долази до парења.
Неке од ових врста прво формирају друштвене групе, а након тога траже парове. Познато је да се паре седам месеци пре него што женке донесу на свет младе, углавном у марту. За то време мужјаци имају повећане нивое андрогених хормона, који су повезани са дугим периодима парења. У овом периоду, мужјаци и женке су попричично агресивни према другим примерцима њихове врсте. Непосредно пре парења, мужјаци често гризу женку по целом телу, а такво понашање приличи врсти Urolophus halleri. Код женки ове врсте агресија утиче на избор партнера и оне одбијају мање квалификоване примерке своје врсте, што утиче на квалитет читаве врсте.
Myliobatoidei младе носе у леглима, где их има од пет до тринаест. Током овог периода женка брине о потомству и оне држе ембрионе у материци, који апсорбују храњиве материја из жуманца, а након тога се хране материчном млеком. Након рођења, потомство се углавном не одваја од мајке, инстиктивно плива и има сопсобности да се заштити и храни. У врло малом броју слатководних врсти, мајка плива са својим потомством док они не постану трећину од њене величине.
По прирорди, ове врсте су доста радознале, али и уплашене када осете да су у опоасности. Ипак, неке врсте су агресивније од других и често покушавају да својим оштрицама убоду потенцијалне предаторе или било кога у њиховој околини, ако се осете угроженим.

## Исхрана
Myliobatoidei користе своја пераја за кретање, супротно морским псима и већини других риба које пливају из једног репног пераја. Myliobatoidei користе широк распон стратегија храњења. Неке врсте имају специјализоване чељусти које им омогућавају да дробе шкољке, док друге користе спољне структуре усана како би се храниле планктонима. Нек врсте бораве на дну и лове из заседе тако што чекају да им се плен приближи, након чега га усисавају.
На телу Myliobatoidei налази се велики број боја и дезена, нарочито на задњем делу, а то им помаже како би се лакше камуфлирали на песковитом дну. Неке врсте могу мењати боју током неколико дана, како би се прилагодиле стаништима. Пошто су им уста са стране, они хвататају свој плен, а затим их ломе и једу моћним чељустима.
Као и продица ајкула, ова врста поседује сензоре који преко рецептора могу да региструју потенцијални плен. Многе од врста из групе Myliobatoidei имају прилично јаке чељусти, што им омогућава дробљење мекушаца попут шкољки и острига.
Већина врста из подреда Myliobatoidei храни се раковима, а повремено и ситним рибама. Слатководне врсте у Амазону хране се инсектима. Пегалијске врсте попут манти једу велике количине планктона.

## Контакт са људима
Врсте из подреда Myliobatoidei обично нису агресивне и људе обично нападају када су испровоциране, на пример када их људи нагазе. Њихов убод може да изазове отицање, бол, грчеве мишића и касније може резултирати инфекцијом од бактерија или гљивица. Повреда од ових врста веома је болна, али ретко опасна по живот, осим ако не убоду човека у виталне делове тела. Фатални убоди на људе су врло ректи, смрт Стива Ервина 2006. године била је тек друга забележена у аустралијским водама од 1945. године. Оштрица је продрла у његов торакални зид и пробила његово срце.
Није позната јачина отрова ових врста, због мешавина ћелија из отровних ткива и производа ћелијске слузокоже која настаје при излучивању из кичмене лопатице. Ове врсте могу имати од једне до три оштрице на разним деловима тела. Њихова кичма прекривена је епидермалних слојем коже. Током излучивања, отров продире кроз епидерму и меша се са слузи како би отпустио отров на жртви. Обично други отровни организми стварају и складиште свој отров у жлезди.
Врсте из подреда Myliobatoidei карактеристичне су јер могу да ускладе отров унутар ћелија ткива. Токсини за које је доказано да су унутар отрова су цистатини, перокиредокин и галецтин. Галецтин индукује смрт ћелија код жртви, а цистатини инхибирају одбрамбене ензиме. Код људи ови токсини доводе до повећаног протока крви у површним капиларама и ћелијске смрти.  Упркос броју ћелија и токсина који се налазе у овим врстама, мало је релативне енергије потребне за производњу и складиштење отрова.
Ћелије морских и слатководних примерака из подреда Myliobatoidei су округле и садрже велику количину цитоплазме испуњене гранулама. Ћелије морских врста налазе се само унутар бочних жлебова оштрице. Ћелије слатководних врста гранају се са бочних страна оштрица, како би покриле већу површину дуж целог сечива. Због ове велике површине и повећаног броја протеина унутар ћелија, отров слатководних врста има већу токсичност него код морских врста.
Врсте из подреда Myliobatoidei су јестиве и углавном се лове помоћу копља или мрежа. Постоји велики број различитих рецепата за спремање ових врста. У Малезији и Сингапуру ове врсте се пеку на угљу, а послужују зачињене соја сосом. Њихови најцењенији делови тела су крила, јетра и подручја око очију. Остатак тела ових врста нема никакву кулинарску употребу.
Кожа ових врста користи се као пресвлака за мачеве, а због своје храпаве текстуре она спречава клизање приликом вађења мача. Такође се користи за прављење ципела, каишева, чизама, новчаника, јакни и футрола за мобилне телефоне.
У неколико ентолошких одсека музеја, као што је одсек Британског музеја, налазе се оштрице ових врста, које се користе у Микронезији. Хенри де Монфрид је у својим књигама написао да су се пре Другог светског рата на Сомалијском полуострву користиле ове оштрице, које су биле толико опасне да су Британци у Адену забранили женама и робовима да их користе. Такође ове оштрице коришћене су у неким државама које је колонизовала Шпанија. Монфрид је такође писао о мушкарцима који су претрпели убодне ране од ових врста када су се пробијали у плићаке Црвеног мора, како би истоварили или утоварили шверцоване ствари.

## Галерија
- Aetomylaeus bovinus, настањује обалне воде Африке и Европе.
- Myliobatis californica, настањује обалне воде Галапагоса и западне воде Сједињених Држава.
- Potamotrygon motoro, настањује јужне воде САД.
- Raja undulata, врста која је угрожена од прекоморног риболова.
- Himantura leoparda, угрожена врста.